# Marco Carta

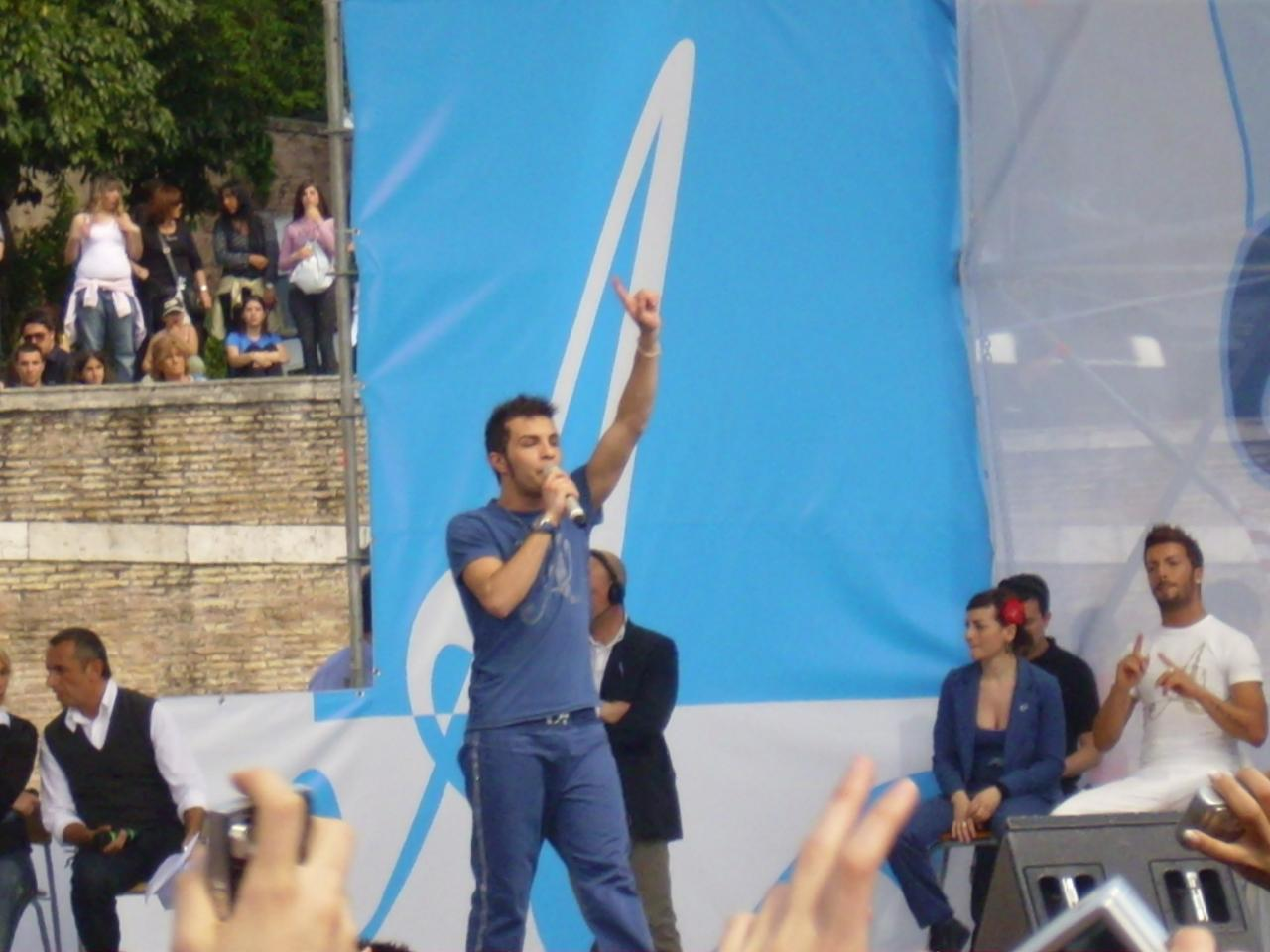
Marco Carta

Marco Carta (Cagliari, 21 mei 1985) is een Italiaanse zanger.
Carta was de winnaar van de zevende editie van de Italiaanse talentenshow Amici di Maria De Filippi (2007-2008), waar hij naast een geldprijs ook een exclusief platencontract won bij Warner Music Italy.
In juni 2008 kwam de single Ti rincontrerò uit vrijwel gelijktijdig met het gelijknamige debuutalbum Het album wordt binnen enkele maanden de platinastatus. Op 3 oktober 2008 verschijnt een livealbum.
Op 22 februari 2009 won hij in de categorie artisti het Festival van San Remo met het nummer La Forza Mia.
Voordat Carta zanger werd werkte hij als kapper in de Sardijnse hoofdstad Cagliari. Hij woont bij zijn oom en tante na het overlijden van zijn beide ouders.

## Discografie

### Albums
- 2008: Ti rincontrerò
- 2008: In concerto
- 2009: La mia forza
- 2010: Il cuore muove
- 2012: Necessità lunatica

### Singles
- 2008: Per sempre
- 2008: Ti rincontrerò
- 2008: Anima di nuvola
- 2008: Un grande libro nuovo
- 2009: La forza mia
- 2009: Dentro ad ogni brivido
- 2009: Resto dell'idea
- 2009: Imagine
- 2010: Quello che dai
- 2010: Niente più di me
- 2012: Mi hai guardato per caso
- 2012: Necessità lunatica
- 2012: Casualmente miraste
- 2013: Scelgo me
- 2013: Fammi entrare
- 2014: Splendida ostinazione
- 2015: Ho scelto di no
- 2016: Non so più amare
- 2017: Il meglio sta arrivando

- Gemeinsame Normdatei: 1135733783
- International Standard Name Identifier: 0000 0004 6219 8999
- MusicBrainz: 148e90df-14f7-40fe-a1d9-7ac7668acb4f
- Istituto Centrale per il Catalogo Unico: LIGV016289
- Virtual International Authority File: 5618149844960702960004
- WorldCat: E39PBJxmHJK3wvyRQk4tMQW4bd